# Antonio Machado
Antonio Machado, właśc. Antonio Machado y Ruiz (ur. 26 lipca 1875 w Sewilli, zm. 22 lutego 1939 w Collioure) - poeta hiszpański, brat Manuela. 

## Życiorys
Był członkiem grupy literackiej Generación 98, poszukującego nowych dróg rozwoju ojczyzny po klęsce w wojnie z USA w 1898 roku. Jego najbardziej znane zbiory poetyckie to Soledades. Galerias y otros poemas (1907), Campos de Castilla (1912) i Nuevas Canciones (1924). Był też autorem dramatów pisanych wspólnie z bratem oraz szkiców krytycznoliterackich. Podczas wojny domowej zaangażował się po stronie republikańskiej, zmarł z wycieńczenia w drodze na emigrację. Wielokrotnie tłumaczony na język polski (m.in. wybór Serce i kamień, z 1967).